# Nakajima Ki-27
Il Nakajima Ki-27 (中島 キ27?,  Nakajima ki nishichi) identificato anche come Aereo da caccia Tipo 97 (九七式戦闘機?, Kyūnana-shiki sentōki) (nome di identificazione alleato per il teatro operativo del Pacifico sud-orientale: Nate; mentre nel teatro indo-sino-birmano era designato Abdul) era un monomotore da caccia ad ala bassa sviluppato dall'azienda giapponese Nakajima Hikōki KK dalla seconda parte degli anni trenta e prodotto, oltre che dalla stessa, su licenza in Giappone dalla Tachikawa Aircraft Company Ltd e nel Manciukuò dalla Manshūkoku Hikōki Seizo.
Il Ki-27 è stato il primo caccia di concezione moderna ad entrare in servizio nei reparti da caccia del Dai-Nippon Teikoku Rikugun Kōkū Hombu, la componente aerea dell'esercito imperiale giapponese, rimanendo in servizio di prima linea fino alle prime fasi della seconda guerra mondiale. In seguito venne utilizzato come aereo da addestramento avanzato ed impiegato, oltre che dall'esercito imperiale, in alcune forze aeree degli stati fantoccio creati dai giapponesi e, dopo il termine del conflitto, in alcune nazioni dell'area del sudest asiatico.

## Storia del progetto
Nel 1935 il Kōkū Hombu, dipartimento responsabile dello sviluppo della componente aerea del Dai-Nippon Teikoku Rikugun, l'esercito imperiale giapponese, emise una specifica relativa alla fornitura di un nuovo aereo da caccia, caratterizzato da un monoplano ad ala bassa, destinato a sostituire il precedente Kawasaki Ki-10 (o caccia per l'esercito tipo 95) a velatura biplana nei reparti della propria componente aerea. A tale scopo invitò Nakajima, Mitsubishi, e Kawasaki a presentare un prototipo in grado di fornire prestazioni superiori a quelle già espresse dal Mitsubishi Ki-18 e che sarebbero stati valutati durante i test comparativi che ne avrebbero determinato il vincitore.
I modelli proposti furono il Nakajima Ki-27, il Kawasaki Ki-28 ed il Mitsubishi Ki-33 (conversione del caccia imbarcato Mitsubishi A5M). Il progetto Nakajima era basato sul precedente Ki-11 sviluppato dalla stessa azienda, caccia monoplano che la commissione esaminatrice dell'esercito giudicò inferiore al Ki-10 e per questo non avviato alla produzione.
Quando il progetto successivo, denominato Nakajima Ki-12 e caratterizzato dall'adozione di un motore raffreddato a liquido e carrello d'atterraggio retrattile, venne ritenuto troppo complesso dai vertici dell'esercito imperiale, l'azienda incaricò il proprio capo progettista, Koyama Yasushi, di sviluppare un modello più semplice che per questo disegnò un velivolo equipaggiato con un motore radiale raffreddato ad aria e carrello fisso. Il modello adottò un'ala che sarebbe stata brevettata come "ala Nakajima", caratterizzata dal bordo d'entrata rettilineo e dal bordo d'uscita rastremato, e che verrà riutilizzata anche nei successivi Ki-43, Ki-44, e Ki-84.
Il Ki-27 venne portato in volo per la prima volta il 15 ottobre 1936, quindi valutato assieme ai concorrenti dove rivelò possedere velocità massima e variometrica inferiori. Ciò nonostante, grazie alla sua eccezionale capacità di manovra conseguenza dal carico alare notevolmente basso, l'esercito lo dichiarò vincitore sottoscrivendo un ordine per 10 esemplari di preproduzione, indicati come Ki-27a, per ulteriori test, versione caratterizzata da una nuova cabina di pilotaggio dotata di tettuccio chiuso apribile a scorrimento ed un'ala dalla maggiore apertura.
Il modello venne ufficialmente introdotto in servizio nel 1937, identificato con la designazione "lunga" Caccia per l'esercito tipo 97. Oltre alla Nakajima, il Ki-27 venne costruito anche dalla Tachikawa Aircraft Company Ltd e dalla Manshūkoku Hikōki Seizo KK raggiungendo al termine della produzione, nel 1942, un totale di circa 3 400 unità.

## Tecnica
Il Ki-27 era un modello dall'aspetto, per l'epoca, moderno che riprendeva l'impostazione tecnica dei caccia che venivano sviluppati in occidente nello stesso periodo abbandonando la velatura biplana per quella monoplana a sbalzo ed introducendo progressivamente la costruzione interamente metallica in sostituzione di quella in tecnica mista.
La fusoliera era caratterizzata dal singolo abitacolo chiuso occupato dal pilota al quale era possibile accedere grazie ad un'apertura a scorrimento del tettuccio. Posteriormente terminava in un impennaggio classico monoderiva dai piani orizzontali a sbalzo.
La configurazione alare era monoplana, con l'ala caratterizzata da un sensibile angolo di diedro positivo, dal bordo d'entrata rettilineo e dal bordo d'uscita rastremato.
Il carrello d'atterraggio era un biciclo fisso, caratterizzato da robuste gambe di forza anteriori ammortizzate e carenate che lasciavano scoperta una minima parte delle ruote alla ricerca della migliore pulizia aerodinamica possibile, integrato posteriormente da un pattino d'appoggio anch'esso ammortizzato.
La propulsione era affidata ad un motore Nakajima Ha-1, un radiale 9 cilindri raffreddato ad aria capace di esprimere, nella sua versione base, 650 hp (485 kW), collocato all'apice anteriore della fusoliera racchiuso in una cappottatura NACA ed abbinato ad un'elica bipala.
L'armamento consisteva in una coppia di mitragliatrici Type 89 calibro 7,7 mm, che nella versione Ki-27b erano integrate da agganci subalari per quattro bombe da 25 kg, attacchi che permettevano anche la collocazione di serbatoi ausiliari, mentre l'impiantistica standard comprendeva anche l'ossigeno per i voli ad alta quota.

## Impiego operativo

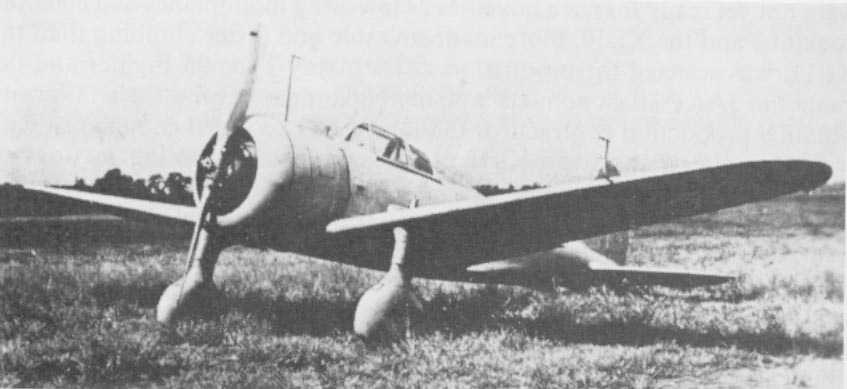
Nakajima Ki-27 "Nate".

Il Nakajima Ki-27 venne consegnato all'aviazione giapponese a partire dall'estate del 1938, mentre era in corso una sostanziale riorganizzazione della struttura dei reparti di volo che prevedeva il passaggio da reparti "misti" (dotati, cioè, di più tipi di velivoli, destinati ai diversi ruoli) a reparti "specializzati" (al contrario equipaggiati con un solo tipo di velivolo e destinati ad operare in un solo ruolo specifico). La prima unità a ricevere il Ki-27 fu il 59º Sentai, basato a Kakamigahara, cui fecero seguito il 64° (dislocato nel territorio del Manciukuò) ed il 33° (all'epoca basato nei territori della Cina occupati dai giapponesi).
Nel corso delle loro prime sortite operative, avvenute nella tarda estate di quello stesso anno, i caccia Nakajima furono impegnati dai Curtiss Hawk delle forze cinesi, i quali non poterono impedire ai giapponesi di acquisire la superiorità aerea nello specifico teatro.
Nello stesso periodo, con l'inizio degli scontri al confine con la Mongolia, i Ki-27 si ritrovarono a combattere contro velivoli di produzione sovietica, in particolare i biplani Polikarpov I-15 ed I-153. Questi primi, sporadici, conflitti furono seguiti l'anno successivo da una più acuta fase delle guerre di confine sovietico-giapponesi che culminarono con la battaglia di Khalkhin Gol. Anche in questa fase i Ki-27 ebbero la meglio nel confronto sul campo con i biplani sovietici mentre (per quanto le cifre relative ai rispettivi abbattimenti risultino di scarsa attendibilità) avversari ben più temibili si dimostrarono i monoplani Polikarpov I-16, soprattutto se nelle mani dei piloti rientrati dall'esperienza della guerra civile spagnola.
Lo scoppio della seconda guerra mondiale vide i giapponesi impegnati nel complesso delle operazioni nell'Oceano Pacifico; in questo caso i Ki-27, seppur ormai datati, si trovarono a combattere e ad avere la meglio contro velivoli altrettanto obsoleti (come nel caso del Brewster Buffalo) oppure in condizione di assoluta superiorità numerica (è il caso dei Curtiss P-40 durante l'invasione delle Filippine). In questo periodo gli avversari più ostici per i "Nate" si rivelarono essere alcuni Hawker Hurricane della RAF e i Curtiss P-40 in forza alle Tigri Volanti di Claire Chennault.
Alla fine del 1942 i Ki-27 furono progressivamente sostituiti nei reparti giapponesi dai Nakajima Ki-43, Nakajima Ki-44 e (più tardi) dai Kawasaki Ki-61, per essere destinati a compiti di addestramento. Tornarono al combattimento, come molti altri velivoli nipponici, per servire come mezzo d'offesa nell'atto estremo degli attacchi suicidi posti in opera dai piloti giapponesi a partire dall'autunno del 1944.

## Versioni
Dati estratti da Nakajima Ki.27A-B Manshu Ki.79A-B in Japanese Army Air Force-Manchoukuo-IPSF-RACAF-PLAAF & CAF Service
Caccia per l'esercito Tipo 97
designazione "lunga" del Ki-27
Nakajima Type PE
designazione del prototipo sviluppato su iniziativa privata equipaggiato con motore Nakajima Ha.1a.
Nakajima Ki-27
prototipo, versione armata sviluppata in risposta alla specifica dell'esercito, realizzato in due esemplari.
Nakajima Ki-27-Kai Prototype
versione di preproduzione armata ed equipaggiata con un motore Ha.1b, realizzata in 10 esemplari.
Ki-27a
prima versione di produzione in serie, realizzata approssimativamente in 565 esemplari.
Ki-27a-Kai
versione da addestramento caccia, conversione da esemplari già costruiti, realizzata approssimativamente in 150 esemplari.
Ki-27b (Caccia per l'esercito Tipo 97b)
versione migliorata caratterizzata da un nuovo tettuccio, nuovo radiatore olio e predisposto con attacchi per carichi subalari, o 4 bombe da 25 kg o serbatoi di combustibile. Realizzata in 1 492 esemplari compresi 50 di costruzione Tachikawa.
Ki-27b-Kai
versione da addestramento caccia, conversione da esemplari già costruiti, realizzata approssimativamente in 225 esemplari.
Nakajima Ki-27-Kai
versione sperimentale alleggerita sviluppata come soluzione alternativa al Ki-43, in ritardo di sviluppo, velocità massima 475 km/h; realizzata in due esemplari.
Mansyū Ki-79
versione da addestramento realizzata dalla Manshūkoku Hikōki Seizo KK motorizzata o con un Hitachi Ha.13a-I da 510 hp o con un Ha.13a-III. Realizzata in 1 329 esemplari in 4 diverse sottoversioni (i monoposto Ki-79a (Ha.13a-I) e Ki-79c (Ha.13a-III) ed i biposto Ki-79b (Ha.13a-I) e Ki-79d (Ha.13a-III)).
Addestratore avanzato per l'esercito Tipo 2
designazione "lunga" del Mansyū Ki-79

## Utilizzatori
Cina
- Zhōnghuá Mínguó Kōngjūn

 Giappone

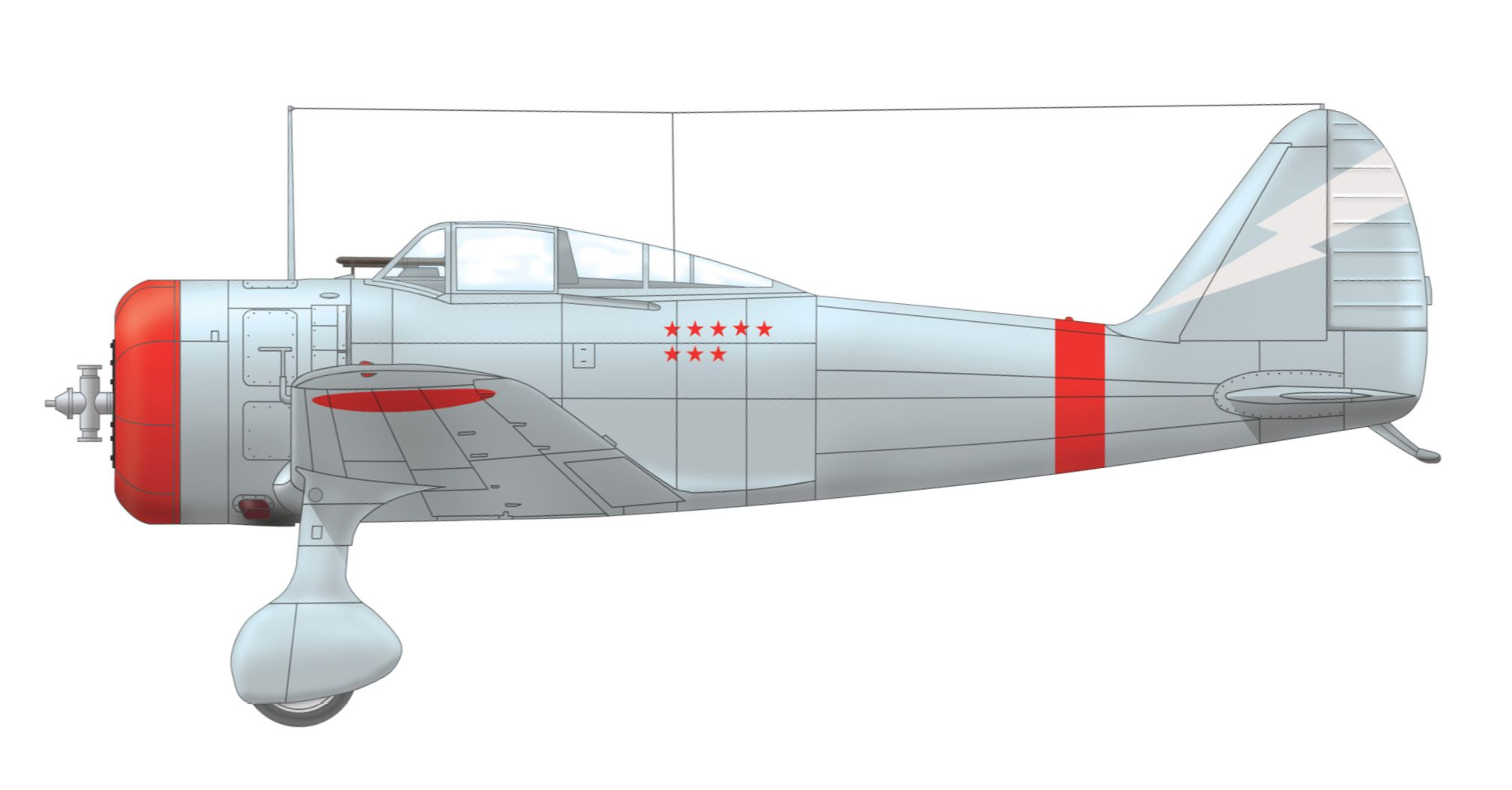
Nakajima Ki-27b

- Dai-Nippon Teikoku Rikugun Kōkū Hombu

 Manciukuò
- Dai-Manshū Teikoku Kūgun

 Thailandia
- Kongthap Akat Thai

### Periodo Postbellico
Indonesia
- Tentara Nasional Indonesia Angkatan Udara

## Esemplari attualmente esistenti
Di tutta la produzione dei Ki-27 e modelli derivati sono solo due gli esemplari esposti al pubblico in strutture museali.
L'unico Ki-27 è esposto al pubblico al Tachiarai Peace Memorial Museum.
Un Mansyu Ki-79 equipaggiato con un motore Hitachi Ha.13a-III è conservato presso il ABRI Satria Mandala Museum di Giacarta, Indonesia. Il velivolo, catturato dagli indonesiani verso la fine della guerra è dipinto nella livrea della Angkatan Udara Republik Indonesia..

### Annotazioni
1. ↑  Le diverse fonti consultate non forniscono un dato univoco.

### Fonti
1. 1 2  Matricardi 2002.
2. ↑  Mikesh 1993.
3. ↑  Januszewski 2003, p. 10.
4. ↑  Januszewski 2003, pp. 10-11.
5. ↑  Wieliczko e Szeremeta 2004, p. 12.
6. ↑  Francillon 1979, p. 198.
7. ↑  Wieliczko e Szeremeta 2004, p. 16.
8. ↑  Wieliczko e Szeremeta 2004, pp. 17-19.
9. 1 2 3 4 5 6 7 8 9 10 11  Rickard 2011, Nakajima Ki-27 'Nate'.
10. ↑  Уголок неба, Nakajima Ki-27.
11. 1 2 3 4  Fredriksen e Boyne 2001, p. 245.
12. 1 2  "Nakajima Ki 27 Nate" in "www.century-of-flight.net".
13. ↑  "Nakajima Ki-27 NATE " in "www.aviastar.org".
14. ↑  Bueschel 1970, ultima di copertina.
15. ↑  Francillon 1979, p. 203.
16. ↑  Francillon 1979, p. 486.
17. ↑  Wieliczko e Szeremeta 2004, pp. 26-27.
18. ↑  Myhrman 2002, The Nakajima Ki 27 "Nate" at the Tachiarai Peace Memorial Museum.
19. ↑  Wieliczko e Szeremeta 2004, p. 77.
20. ↑  Taylan 2016, Ki-79b Manufacture Number ? Tail ?.

### Periodici
- William Green, Gordon Swanborough, The Agile Asian... Japan's Type 97 Fighter, in AirEnthusiast Six, Bromley, Kent, UK, Pilot Press Ltd., marzo-giugno 1978.
- Vidya Tapasanan, Japanese Airplanes in the Royal Thai Airforce (RTAF) Service, in Asahi Journal, No. 4/2002.